# Chlorocoma tachypora
Chlorocoma tachypora là một loài bướm đêm trong họ Geometridae.